# 慶長小判

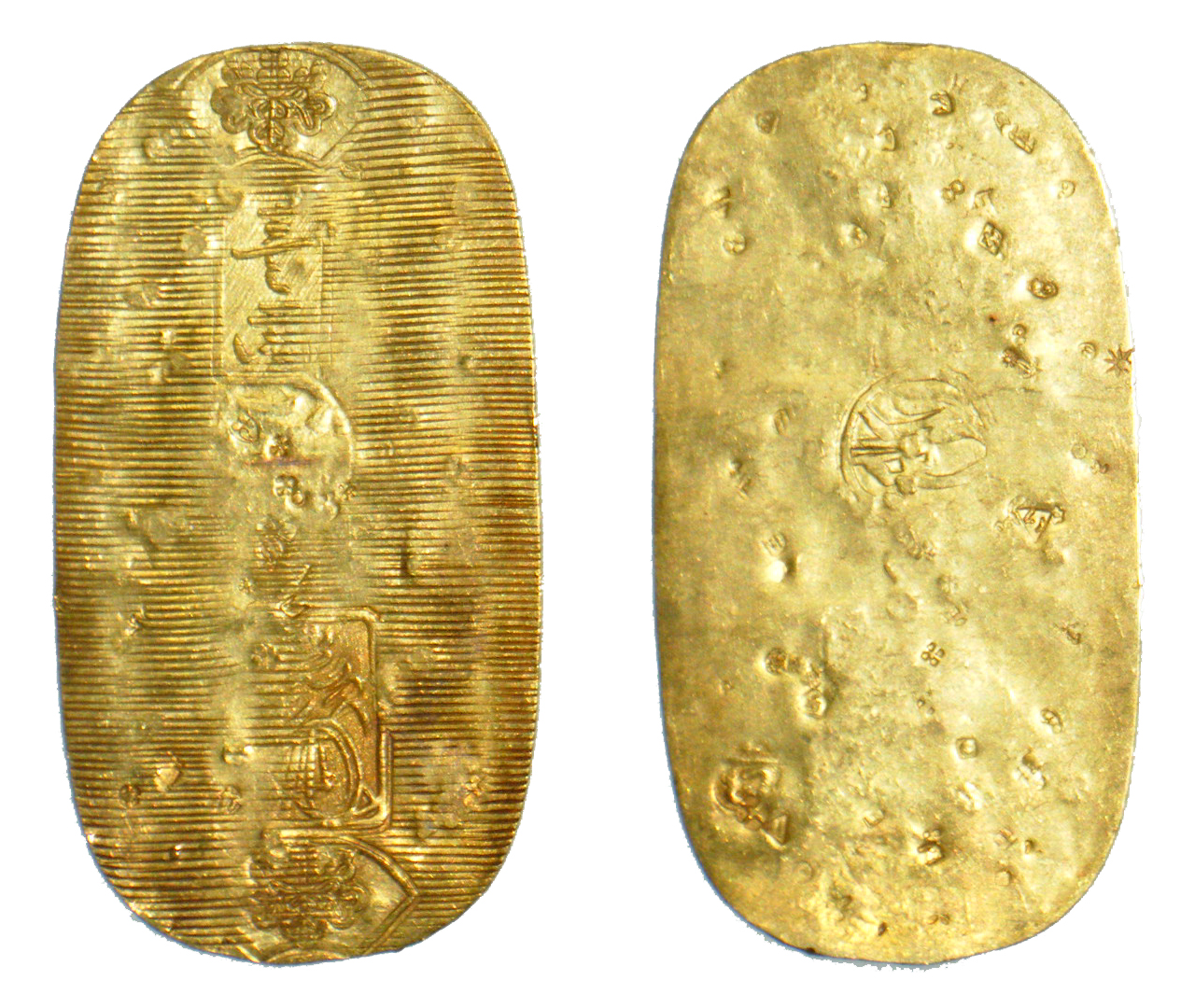
慶長小判。両替屋の刻印が多数見られる。

慶長小判（けいちょうこばん）とは、江戸時代の初期すなわち慶長6年（1601年）より発行された小判で一両としての額面の計数貨幣である。また慶長小判および慶長一分判を総称して慶長金（けいちょうきん）と呼び、一般的には慶長大判も慶長金に含めることが多い。さらに慶長銀と伴に慶長金銀（けいちょうきんぎん）と呼ばれ、徳川家康による天下統一を象徴する、江戸幕府による初期の貨幣として重要な位置を占める。
慶長金の初鋳は銀座が設立され慶長銀の鋳造が始まり、幣制が成立した慶長6年と同時期とされるが、前年の慶長5年（1600年）より既に鋳造が始まっていたとする説もある。

## 概要
表面には鏨による茣蓙目が刻まれ、上下に桐紋を囲む扇枠、中央上部に「壹两」、下部に「光次（花押）」の極印、裏面は中央に花押、下部の右ないし左端に小判師の験極印、さらに吹所の験極印が打印されている。
小判師・吹所と験極印は通常2個であるが、1個のみで吹所の験極印が打たれていないものも少なくない。裏面の花押は正徳小判および享保小判より大きく全体的に素朴な造りである。
茣蓙目の細かいものは前期鋳、粗目で均質な製作となった元禄金に類似するものは明暦3年1月18日（1657年3月2日）の明暦の大火以降に鋳造されたと推定され後期鋳とされるが、約95年に亘る発行とはいえ初期に多量に鋳造され、その後、産金の減少に伴い鋳造が衰退したと推定されている。
慶長初期のものを前期、慶長後期から明暦の大火までを中期、明暦以降が後期と考えられ、前期・中期は細目、後期は粗目と推定し、細目 : 粗目の比率はほぼ7 : 3と後期の粗目の方が現存数は少ない。しかし、茣蓙目の細かい細目の方が収集家からは若干高い評価を受けている。
また、極印および製作などにより「江戸座」、「京座」、「駿河座」などに分類されることもあるが根拠に乏しく、鋳造地別の分類は未解明である。

## 略史
関ヶ原の戦いに勝利した徳川家康は幕府設立に先立ち、貨幣制度の整備を重要課題の一つとし、後藤庄三郎光次に全国流通を前提とした小判の鋳造を命じた。慶長期は小判師が吹屋職人を率い、各自で製造した判金を後藤役所に持参し、品位および量目（質量）を改めた上で極印の打印を受け両替商に売却することにより発行されるという、いわゆる「手前吹き」という形式であった。後藤役所（ごとうやくしょ）および小判座（こばんざ）は後に金座と呼ばれるようになる。
江戸幕府は貨幣の全国統一を行うべく、三貨制度（小判、丁銀、銭貨）の整備を行ったが、これは既存の貨幣流通すなわち、大坂の商人を中心とする極印銀すなわち秤量銀貨の流通と、庶民の渡来銭の使用に加えて、武田信玄が鋳造させた甲州金の貨幣単位である「両」、「分」、「朱」を踏襲したものであり、家康の尊敬する武将であった信玄の甲州金の四進法の体系を採用したのであった。
東国には甲斐の黒川金山を始めとして、伊豆の土肥金山、常陸および奥州と金山が多く偏在し、さらに江戸時代初期は多額に上る銀の日本国外流出に対し、主に中国から印子金（いんすきん）が輸入されていたため貨幣鋳造用地金の準備も整い、また家康は甲州金を手本とし基本通貨を金貨とする方針であったことから、「江戸の金遣い」と呼ばれるように、小判は江戸を中心とする関東地方で主に流通した。また江戸は武家屋敷が多く点在し、上級武士が大口取引に主に小判を使用したことも江戸を中心として流通した一因である。このように家康は小判を基軸とする「両」の貨幣単位による通貨の全国統一を理想としたが、四進法の計算の煩雑性、実質を重視する観点などから秤量銀貨を使用する商人の力は依然として強大で権力で抑えるまでには至らず、既存の体系を其のまま踏襲する形となったとされる。
また慶長14年7月19日（1609年8月18日）に幕府は三貨の御定相場として金一両＝銀五十匁＝永一貫文＝鐚四貫文と定めたが、これは目安とされ実態は変動相場制で市場に委ね、相場が行き過ぎた場合は幕府が介入するというものであった。また前年の慶長13年（1608年）に永樂通寳の通用を禁止する触書が出され、これは事実上、金一両＝永樂通寳一貫文とする通用の廃止であったため、金一両＝京銭四貫文となり、これは当時の銭相場より銭安に設定されており、小判の価値を高く設定することにより、幕府の権威を示す狙いがあった。寛永13年（1636年）より幕府は各地銭座に寛永通寳の鋳造を請負わせたが、これは良質の銭貨であったにも拘らず、価値は鐚銭と等価に設定されたのであった。
小判の鋳造は当初、家康の領国貨幣時代は江戸から始まったが、慶長6年（1601年）頃から京都、慶長12年（1607年）から元和2年（1616年）頃までは駿河、さらに、元和7年（1621年）から当時最大の産金を誇った、佐渡にも金座が設立され鋳造された。佐渡判は小判師の験極印の位置に筋見役（すじみやく）の極印「佐」、吹所の験極印は「神」、「当」のものがそれであるとされる。
流通は90年以上に亘る長期間であったため、折れ、欠け、磨耗による軽目金が次第に多くなり、このようなものは金座で足し金を行い修理が行われた。これは「本直し」と呼ばれ、「本」の刻印が打たれたとされる。
江戸時代初期は依然として、灰吹金および灰吹銀といった地金に極印を打った秤量貨幣が広く通用しており、幕府はこのような領国貨幣を整理して、慶長金銀に統一するため、各地の有力金銀鉱山を幕府直轄の天領として管理し、寛文8年（1668年）頃には諸国での金銀吹分け（分離・精錬）を禁止した。しかし通貨統一には元禄期の改鋳を待たねばならなかった。
元禄10年4月（1697年）に11年3月（1698年）限りで通用停止とする触書を出したが、引換が進捗せず退蔵する者が多かったため、11年1月に通用を12年3月（1699年）限りと改めたが、通用停止には至らなかった。正徳金・享保金鋳造後はこれらと同様に扱われ再び表舞台で流通し、元文の吹替え後の元文3年4月末（1738年6月16日）に当時の通用金に対する割増通用が一旦停止されたが、その後も完全な通用停止とはならず、幕末に至るまで事あるごとに再び割増通用の価格が定められる始末であった。

## 慶長古鋳小判
慶長古鋳小判（けいちょうこちゅうこばん）は初期の慶長小判と位置付けられるもので、慶長5年（1600年）頃、慶長の幣制の成立の前年に家康の方針により武蔵墨書小判の墨書を極印に改め一般流通を前提として鋳造させたものとされる。
一般の慶長小判がV字型断面の鏨目になっているのに対し、不規則で細密なU字型断面の槌目で形状が縦長であり古朴な印象を受けるもので、長小判（ながこばん）とも呼ばれ、量目および金品位は武蔵墨書小判のものが踏襲され、その後の初期の慶長小判に引き継がれたものと思われる。
武蔵墨書小判を改造したものおよび、新たに判金を製作したものなど変化に富み、また鋳造時期、古鋳小判と通常の前期慶長小判との境界を何処までの範囲とするかなど諸説ある。

## 慶長一分判

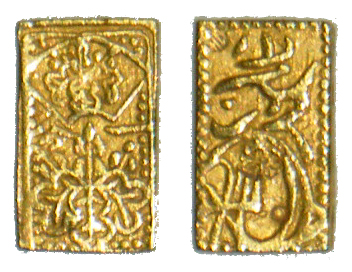
慶長一分判

一両小判に加えて、その1/4の額面にあたる一分判が江戸時代を通じて常に小判と同時に鋳造されたが、これは金品位は小判と同一であり、量目は小判の1/4につくられ、小判と同様、本位貨幣的な性格を有するものであった。
慶長一分判（けいちょういちぶばん）は慶長小判と同品位、1/4の量目でもってつくられた長方形短冊形の一分判であり、表面は上部に扇枠の桐紋、中央に横書きで「分一」、下部に桐紋が配置され、裏面は「光次（花押）」の極印が打たれている。
裏面の右上に「本」の極印が打たれた「片本」および上部左右に二箇所打たれた「両本」と呼ばれる一分判が存在し、これは長年の流通により磨耗、破損した一分判を金座において修理した「本直し」であることを意味する。
一分判についても「古鋳」、「江戸座」、「京座」、「駿河座」などに分類され、そのように称されているものの、時期および鋳造地には諸説あり確定されていない。

## 慶長小判以前の小判・一分判及びその他の関連金貨

### 駿河墨書小判
駿河墨書小判（するがすみがきこばん/するがぼくしょこばん）は天正大判と類似の槌目（つちめ）で大判と同形式の楕円形の小判であり「駿河京目壹两（花押）」と墨書され、京目一両小判（きょうめいちりょうこばん）あるいは駿河墨判（するがすみはん）とも呼ばれ、家康が天正年間に駿河に移ってから鋳造させた領国貨幣との説があるが定かでない。『金銀図録』および『大日本貨幣史』によれば、文禄4年（1595年）鋳造となっているが、この説を採ると駿河墨書小判が家康のものであることと矛盾が生じ、豊臣秀吉の家臣である中村一氏が鋳造させたものであるとの説もある。
量目は墨書通り当時の京目一両すなわち4匁5分であり、現存品の実測値である16.7-16.9グラムと符合する。

### 武蔵墨書小判

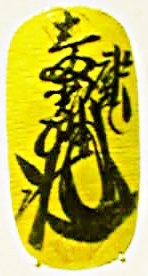
武蔵墨書小判

武蔵墨書小判（むさしすみがきこばん/むさしぼくしょこばん）は「武蔵壹两光次（花押）」と墨書された駿河墨書小判と同形式の小判であり武蔵墨判（むさしすみはん）とも呼ばれ、楕円形のもので埋め金により量目調整されたものおよび、長楕円形の形状のものがある。『金銀図録』および『大日本貨幣史』によれば、これも文禄4年（1595年）鋳造とされ（文禄5年（1596年）鋳造との説も有力である）、家康が江戸に移ってから鋳造させた関八州通用の領国貨幣とされ、その量目および金品位から慶長小判の元祖とされるものである。この文禄4年は後藤庄三郎光次が江戸に下向した年である。実際にこれらの墨書小判を作り直したと考えられる慶長古鋳小判が現存している。
量目は4匁8分（17.8グラム）程度あるいは17.55グラムで慶長小判の規定である4匁7分6厘である可能性が高く、金品位も五十二匁二分位（84.3%）程度とされる。

### 丸一分判
丸一分判（まるいちぶばん）は表面中心部に桐紋、さらに周囲にも五箇所の桐紋、裏面は中心に後藤庄三郎光次の花押、周囲に五箇所の桐紋の極印が打たれた円形の金貨であり、形状は西洋金貨風で日本の金貨としては異例のものである。一分判の一種とされ、鋳造時期は不明であるが天正年間末期から慶長年間までと考えられる。円歩金（えんぶきん）とも呼ばれる。
量目は1匁2分（4.5グラム）程度、金品位も五十二匁二分位（84.3%）程度とみられ、これも慶長一分判に継承されていると考えられる。
『金銀図録』に太閤円歩判金（たいこうえんぶばんきん）記載され、かつてはそのように呼ばれてきたが、秀吉とは無関係であるとの説が有力となりつつある。

### 額一分判
額一分判（がくいちぶばん）は長方形短冊形の金貨で慶長一分判と同じ形状である。表面は「壹分」が額に囲まれ、裏面は光次（花押）の極印が打たれる。
量目は円歩金同様に1匁2分（4.5グラム）程度、金品位も五十二匁二分位（84.3%）程度とみられる。
これもかつて大坂一分金（おおさかいちぶきん）などと呼ばれてきたが、秀吉との関連は薄いものと見られる。鋳造時期は慶長4年（1599年）頃とされる。

### 慶長二分小判
慶長二分小判は慶長古鋳小判と同じつくりで槌目であり、量目はほぼ半分の2匁4分（8.9グラム）程度のもので、慶長二分判（けいちょうにぶばん）とも呼ばれる。

### 八両判
八両判（はちりょうばん）は中央上部に長方形枠の「大判」、下部に「光次（花押）」、外周に小型の桐紋極印が十二箇所打たれた大判形の金貨である。現在、造幣博物館および貨幣博物館が所蔵し、現存はこれのみと見られる。
量目は金座の記録に「懸目三拾八匁八厘にて、三代目位なり、小判八両ヲ以作りたるものなり、」とあり、小判の四匁七分六厘の丁度8倍であることから八両判といわれる。現存品の実測値は142.25グラムである。あるいは一匁＝3.75グラムとして37匁8分4厘（141.9グラム）の実測値もある。しかし、江戸時代の一匁は唐代の3.73グラムに等しいと推定されている。
三代目位ならば五十匁七分位（金86.79%）となるが、これ以前の慶長-元和期に鋳造されたものと推定され金品位は五十二匁二分位（84.29%）程度とみられる。これも『金銀図録』に太閤大判金（たいこうおおばんきん）と記載され、そのように呼ばれたが秀吉との関連は無いとされる。
金座の元禄大判吹替え当時の記録に八両判160枚その他を吹潰して大判を鋳造したとあり、これがその八両判であるとされる。

## 慶長金の量目および品位
| 金（武蔵判）銀             | 4.76匁 |
| 金（見増の位・三代目位）銀 | 4.76匁 |
|                            |        |

### 量目
小判の規定量目（質量）は四匁七分六厘（17.76グラム）であり、一分判は一匁一分九厘（4.44グラム）である。
この規定量目は京目一両すなわち四匁四分を基に以下のように導かれたものであるとされる。
小判十両分の素材が品位を五十二匁二分位として、京目で金十両すなわち四十四匁の生粋金に銀八匁二分を加えたものであるから、これより分一金四匁四分を差し引くと四十七匁八分となり、吹き減り分二分を差し引いて、四十七匁六分となることによる。すなわち(52.2-4.4-0.2)÷10=4.76である。
また、量目が四十四匁二分の大判の道具値段が八両二分と評価されており、十両分では五十二匁となり、金座の貨幣鋳造手数料にあたる分一金四匁四分を差し引き四十七匁六分となり、一両では四匁七分六厘とする説もある。すなわち(44.2÷8.5-4.4)÷10=4.76である。
小判の量目は四匁七分三厘とする文献もあるが、これは明治24年（1891年）の度量衡法の一匁＝3.75グラムに基づく多数量の実測値の平均で17.74グラムとなる。江戸時代の一匁は唐代の3.73グラムに等しいと推定されている。一分判の実測値の平均は1.18匁（度量衡法に基づく匁、4.43グラム）である。
太政官による『旧金銀貨幣価格表』では、拾両当たり量目5.67952トロイオンスとされ、小判1枚当たりの量目は17.77グラムとなる。

### 品位
規定品位は、初期は五十二匁位（84.6%）前後（五十二匁二分位（84.29%）は平均値とされる）であったが、後の三代目後藤庄三郎良重の頃以降は、「見増の位」五十匁七分位（86.79%）に上昇した。残部は銀である。三代目位変更の年次は明確ではなく、良重の家督が寛永18年（1641年）-延宝5年（1677年）であり、大量の小判の鋳造が再開された明暦3年（1657年）以降か、新規増産が行われた延宝4年（1676年）以降が有力とされる。
江戸時代の貨幣の金および銀の含有率は、極秘事項とされ、民間での貨幣の分析は厳禁とされた。しかし両替商にとって、この金銀含有量は重要な情報であり、試金石などを用いて分析が行われ、商人の知るところとなっていた。金の含有率の表示は、金座における作業場の便宜を図るため生粋金（純金）四十四匁に差銀した合金の量目で表示された。たとえば五十匁七分位とは四十四匁の生粋金に六匁七分の花降銀（純銀）を加えた金銀合金であり、品位は44÷50.7=0.8679となる。
明治時代、太政官のもと旧金座において江戸時代の貨幣の分析が行われ、造幣局においても分析が行われた。慶長金の分析値の結果は以下の通りであった。
| 貨種   | 成分 | 規定品位     | 太政官 | ディロン | 甲賀宜政 |
| ------ | ---- | ------------ | ------ | -------- | -------- |
| 小判   | 金   | 84.29-86.79% | 85.69% | 86.20%   | 86.28%   |
| 小判   | 銀   | 15.71-13.21% | 14.25% | 13.70%   | 13.20%   |
| 小判   | 雑   | -            | 0.06%  |          | 0.52%    |
| 一分判 | 金   | 84.29-86.79% | 同上   | 86.15%   | 85.57%   |
| 一分判 | 銀   | 15.71-13.21% | 同上   | 13.40%   | 14.30%   |
| 一分判 | 雑   | -            | 同上   |          | 0.13%    |

雑分は銅、鉛などである。銅の不純物は「銅気」（どうけ）、鉛分は「鑞気」（ろうけ）と呼ばれ精錬の過程で可能な限り除かれた。

## 慶長金の鋳造量
慶長期の貨幣すなわち（小判および丁銀）は「手前吹き」と称して、金細工師が自己責任で地金を入手し、貨幣の形に加工した上で、金座に納め、極印が打たれ発行される形式であった。また明暦の大火による『後藤役所書留』などの焼失も重なり慶長金銀の正確な鋳造数の記録は無い。
一方、明治8年（1875年）に大蔵省が刊行した『新旧金銀貨幣鋳造高并流通年度取調書』の中で、世上流通高を10万両、海外流出高を410万両と見積もり、元禄金などへの改鋳高を10,527,055両として推定した数値によれば、小判および一分判の合計で14,727,055両である。
しかしながら『図録 日本の貨幣』では海外流出高を高く見積もりすぎているとして、輸出高として『本朝寳貨通用事略』による2,397,600両を採用し、千枚以下の端数は丸め鋳造高を13,024,000両としている。
一分判は総鋳造量の五割の額を吹き立てるよう指示されたとされる。
佐渡判については元和7年（1621年）より元禄8年（1695年）までの鋳造高は小判約138万両、一分判約7万両（28万枚）と推計される。
明暦の大火以降、万治2年（1659年）、江戸城三の丸の地で御金蔵の焼損金銀を用い約170万両の小判が鋳造され、茣蓙目（ござめ）の粗いものがこのとき鋳造されたものとされ、これを特に江戸判（えどばん）という場合がある。
また、江戸城の御金蔵に備蓄されていた分銅金を鋳潰して、延宝4年（1676年）に57,800両、天和元年（1681年）に76,160両、それぞれ慶長金を鋳造している。
金座における鋳造手数料である分一金（ぶいちきん）は鋳造高1000両につき、手代10両、金座人10両2分、吹所棟梁4両であった。